# Lindsaea macrophylla
Lindsaea macrophylla är en ormbunkeart som beskrevs av Georg Friedrich Kaulfuss. Lindsaea macrophylla ingår i släktet Lindsaea och familjen Lindsaeaceae. Inga underarter finns listade.